# هونفلد
شهر هونفلددر ایالت هسن در کشور آلمان واقع شده‌است.